# Karel Sezemský
Karel Sezemský (27. října 1860 Mariazell – 30. listopadu 1936 Nová Paka) byl český spisovatel a nakladatel. Je považován za zakladatele českého spiritismu. Ten šířil i v Rakousku, Německu, Jugoslávii, Francii i v Americe.
Karel Sezemský byl vyučen pouzdrařem. Ke spiritismu se dostal při návštěvě muže nemocného tehdy neléčitelnou tuberkulózou, ale Sezemského nadchnul tím, že si jako věřící v reinkarnaci ze svého stavu nic nedělal a byl dobré mysli.
Jeho hlavní význam tkví v organizačních aktivitách. Roku 1895 uspořádal úplně první sjezd českých spiritistů. Konal se v usedlosti Na Duchárně nedaleko Nové Paky, kde bydlel i sám Sezemský. Zde se pravidelně konaly společné seance a Sezemský zde organizoval hnutí českého spiritismu. Sezemský se následně zúčastnil všech schůzí a sjezdů. Jeho přičiněním bylo v roce 1912 založeno Bratrské sdružení českoslovanských spiritistů. Navrhl i znak této organizace. Hned dvakrát se snažil o založení spiritistické komuny.
V současné kultuře na Sezemského působení odkazuje píseň Františka Štorma "Jak Se Státi Jasnovidcem".

## Dílo
Byl aktivním autorem a vydavatelem. V jeho vydavatelství vyšlo více než 200 spisů, a to v nákladu 1200–1500 exemplářů.
Jeho literární dílo je možné rozdělit do dvou tematických okruhů:
1. opravdu spiritistické spisy (Jak zřizovati spiritistické kroužky, Novodobý spiritismus).
2. jiné, příbuzné duchovní nauky a jevy, které se spiritismem souvisí (Léčení magnetismem, Hypnotismus a sugesce)[2]

Od roku 1884 vydával časopis Posel záhrobní, který měl přibližně 1500 předplatitelů.